# Зларин
Зларин је острво у Хрватској југозападно од Шибеника у Јадранском мору. Од копна га одваја 1.300 m широки Шибенски канал. Површина Зларина износи 8,19 km² (или 8,04762). Дуг је 6,2 km од рта Марин до рта Рат, а широк је просечно 2,1 km. Биљни покров је сиромашан. Местимично се наиђе на борову шуму. Највиши врх на острву је Клепац висок 169 m. 
Једино насеље на острву је Зларин, смештено у дубоком заливу на северозападној обали. Трагови насеља иду у неолит. Први пут се помиње 1298. године. Традиционална занимања поморство, кораљарство и риболов су скоро изумрла. 